# Halictus ligatus
Halictus ligatus là một loài Hymenoptera trong họ Halictidae. Loài này được Say mô tả khoa học năm 1837.

## Hình ảnh

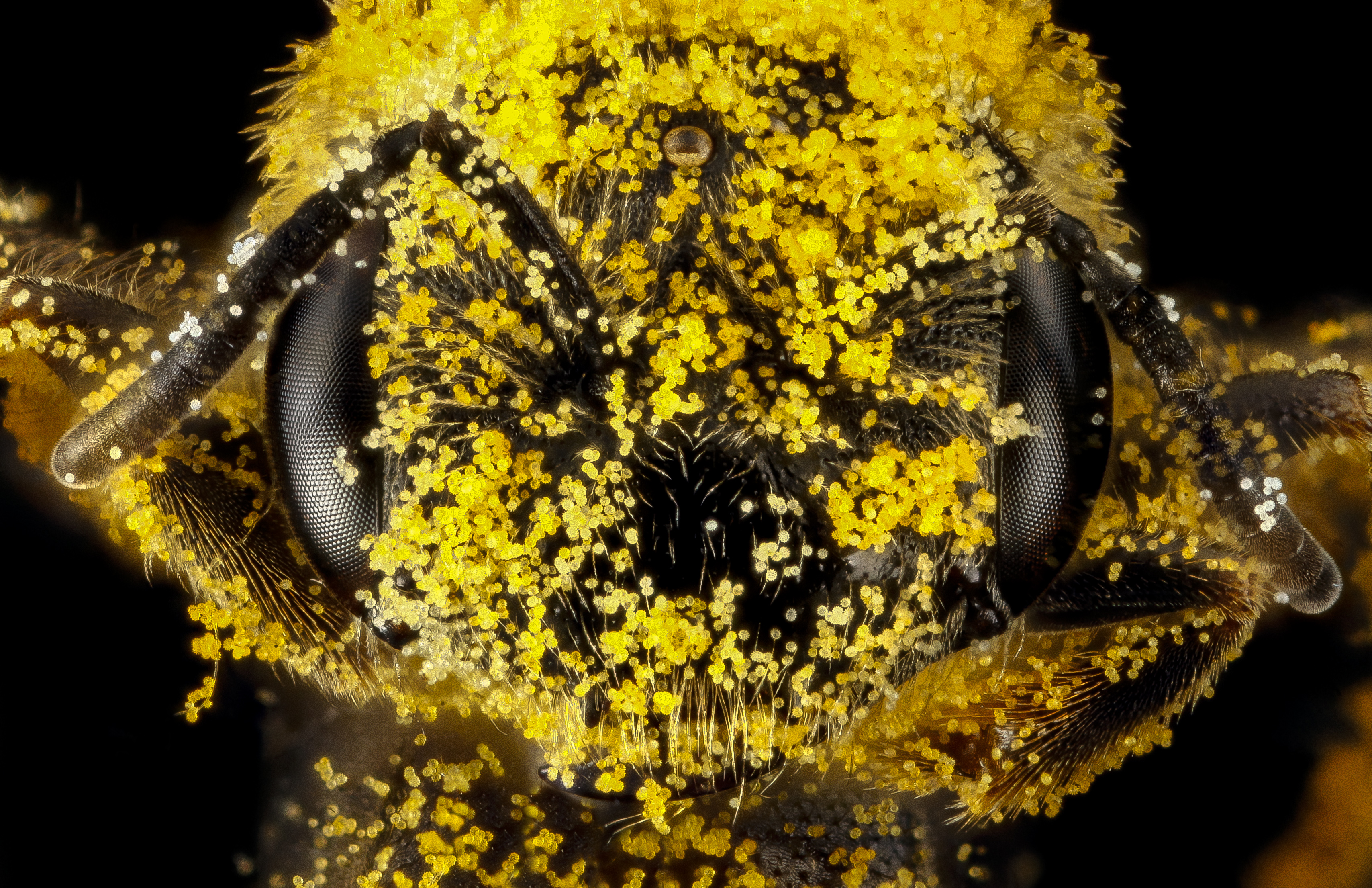
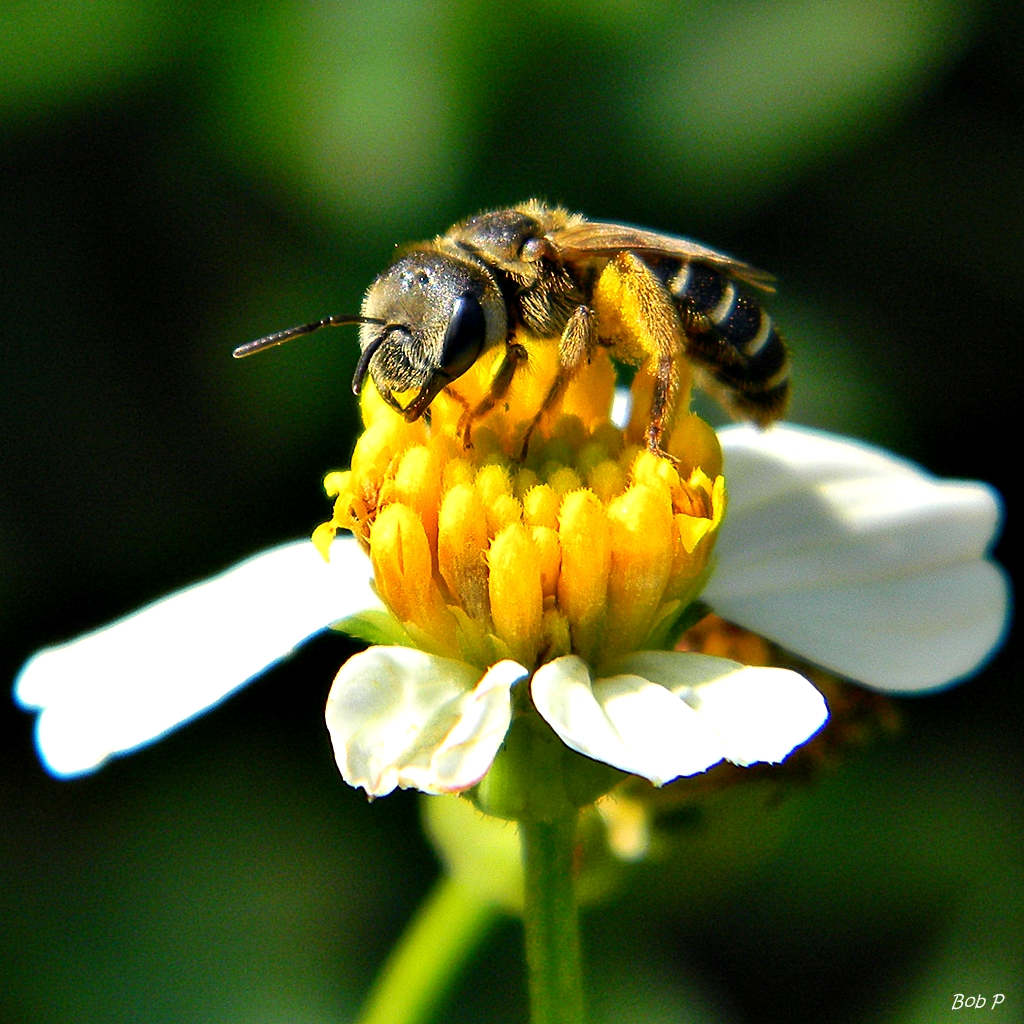